# Илишев, Губайдулла Шарипович
Губайдулла Шарипович Илишев (10 октября 1927, д. Нижнесюрюбаево Зилаирского кантона Башкирской АССР — 7 августа 2009, г. Уфа) — историк. Доктор исторических наук (1985), профессор (1988). Заслуженный деятель науки Башкирской АССР (1989). Участник Великой Отечественной войны.

## Биография
Илишев Губайдулла Шарипович Илишев родился 10 октября 1927 года в деревне Нижнесюрюбаево Бурзяно-Кипчакской волости Зилаирского кантона Башкирской АССР (ныне Кугарчинский район Республики Башкортостан) в крестьянской семье. Отец Ахметшариф и мать Минибика работали в колхозе имени Шверника, у них было 9 детей.
После окончания начальной школы в родной деревни продолжил учебу в Максютовской семилетней школе, которую окончил в 1940 году. Работал в колхозе имени Шверника.
Принимал участие в Великой Отечественной войне. В 1944—1951 годах служил на Черноморском флоте Военно-морского флота СССР. В 1952 году направлен на кадровую службу на Тихоокеанский флот (Владивосток, Советская гавань) по плану подготовки офицеров запаса, его переподготовка завершилась в Ленинградском Высшем военно-морском училище имени М. В. Фрунзе. Присвоено звание старшего лейтенанта.
С 1952 года работал в школах Кугарчинского и Янаульского районов Башкирской АССР.
В 1955—1957 годах — партийный работник в Кугарчинском районе. В 1957 году окончил Мраковское педагогическое училище. В 1961 году окончил Свердловскую высшую партийную школу. В 1961—1962 годах работал заведующим идеологическим отделом Юмагузинского районного комитета КПСС. В 1962—1965 годах работал в Ленинский районном комитете КПСС города Уфы.
С 1965 года аспирант при кафедре истории КПСС Ростовского-на-Дону государственного университета. В 1968 году успешно защищает кандидатскую диссертацию. В 1968—1971 годах — преподаватель Башкирского государственного педагогического института.
В 1971—1976 годах работал преподавателем Уфимского филиала Московского технологического института.
С 1976 года — доцент Уфимского государственного авиационного института (ныне Уфимский университет науки и технологий), в то же время с 1983 года заведовал кафедрой политической истории. В 1985 году в Московском государственном университете защитил докторскую диссертацию на тему «Деятельность Башкирской партийной организации по развитию сельского хозяйства (1946—1970 гг.)».
С 1991 года преподавал в Сибайском филиале Башкирского государственного университета (ныне Уфимский университет науки и технологий).

## Научная деятельность
Научные исследования посвящены аграрной политике в Башкортостане в XX веке, истории российского флота на Чёрном море с 1‑й четверти XVIII — конца XX веков Автор более 100 научных работ.

### Труды
- Деятельность Башкирской партийной организации по развитию сельского хозяйства (1946—1970 гг.). Саратов, 1982.
- Башкирская деревня в первые послевоенные годы (1946—1950 гг.). Уфа, 1988.
- Флот — линия жизни. Уфа, 2009.

## Семья
Жена — Марфуга Кинзягалеевна, педагог.
дочь Гузель
сын Марат, физик-математик
сын Ильдус, государственный деятель, политолог, филолог, дипломат, преподаватель высшей школы.

## Звания и награды
- Знак «Отличник связи флота» (1948)
- Похвальная грамота Главнокомандующего ВМФ СССР
- Звание «Заслуженный деятель науки Башкирской АССР» (1989)

## Память
- В городе Сибае в здании учебного корпуса Сибайского филиала Башкирского государственного университета (ныне Уфимский университет науки и технологий) установлена мемориальная доска.